# Молинеро, Франсиско
Франсиско Хосе Молинеро Кальдерон (исп. Francisco José Molinero Calderón; 26 июля 1985, Толедо) — бывший испанский футболист, защитник.

## Карьера
Молинеро родился в Толедо, Кастилия-Ла-Манча, и является воспитанником «Атлетико Мадрид». За этот клуб он отыграл два сезона в Примере (его дебют состоялся 25 сентября 2004 года в победном матче против «Вильярреала»), после чего отправился в годичную аренду в клуб Сегунды «Малага».
В июле 2007 года Молинеро был продан в «Мальорку», но играл мало и в следующем году перешёл в недавно поднявшийся в Сегунду «Леванте».
21 июля 2009 года защитник подписал контракт с бухарестским «Динамо», но уже в следующем году вернулся на родину, присоединившись к клубу «Уэска».
6 июля 2011 года Молинеро перешёл в «Реал Мурсия», за который отыграл три сезона в основе. 26 июня 2014 года он перебрался в «Реал Бетис», с которым поднялся в Примеру.